# Fotografies del Sonderkommando

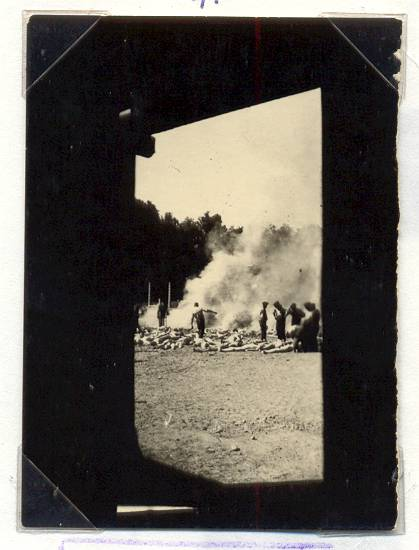
Núm. 280, emmarcada per la porta o finestra de la cambra de gas

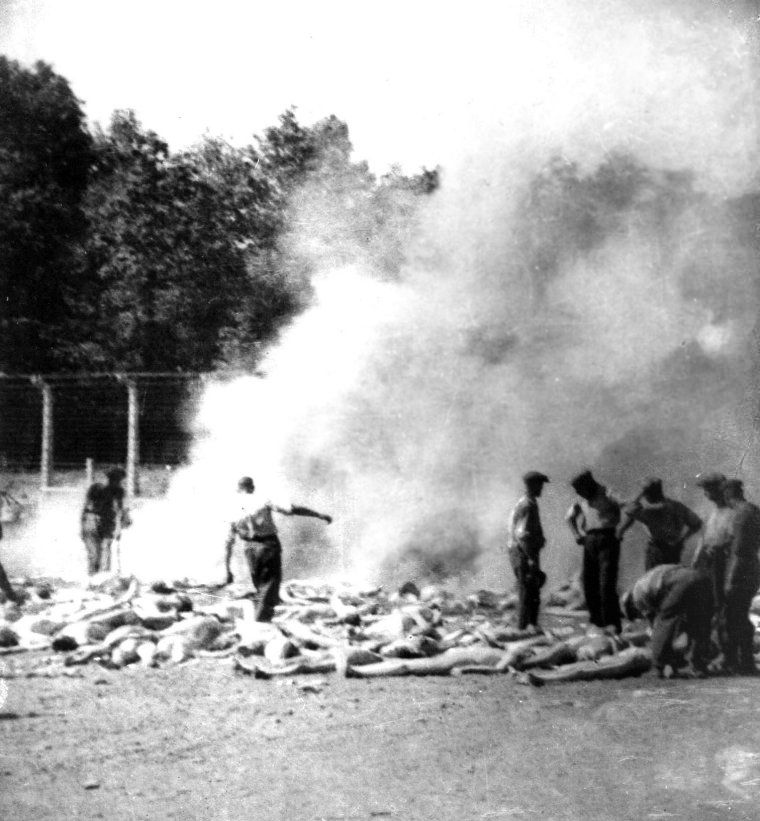
Núm. 280 retallada

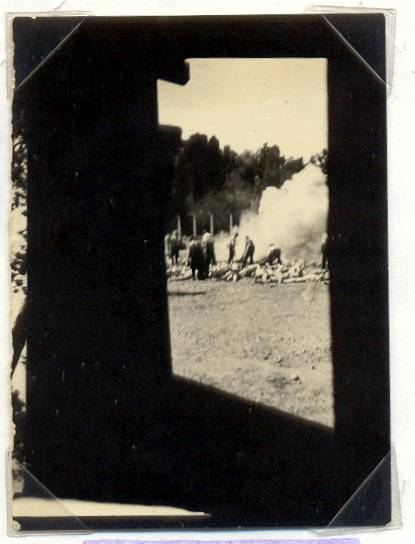
Núm. 281

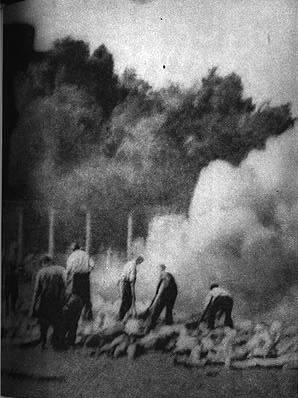
Núm. 281 retallada i retocada

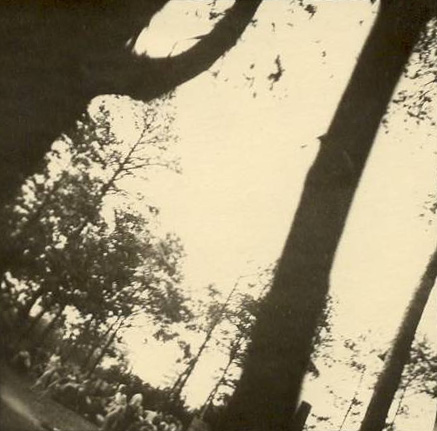
Núm. 282, dones portades a la cambra de gas

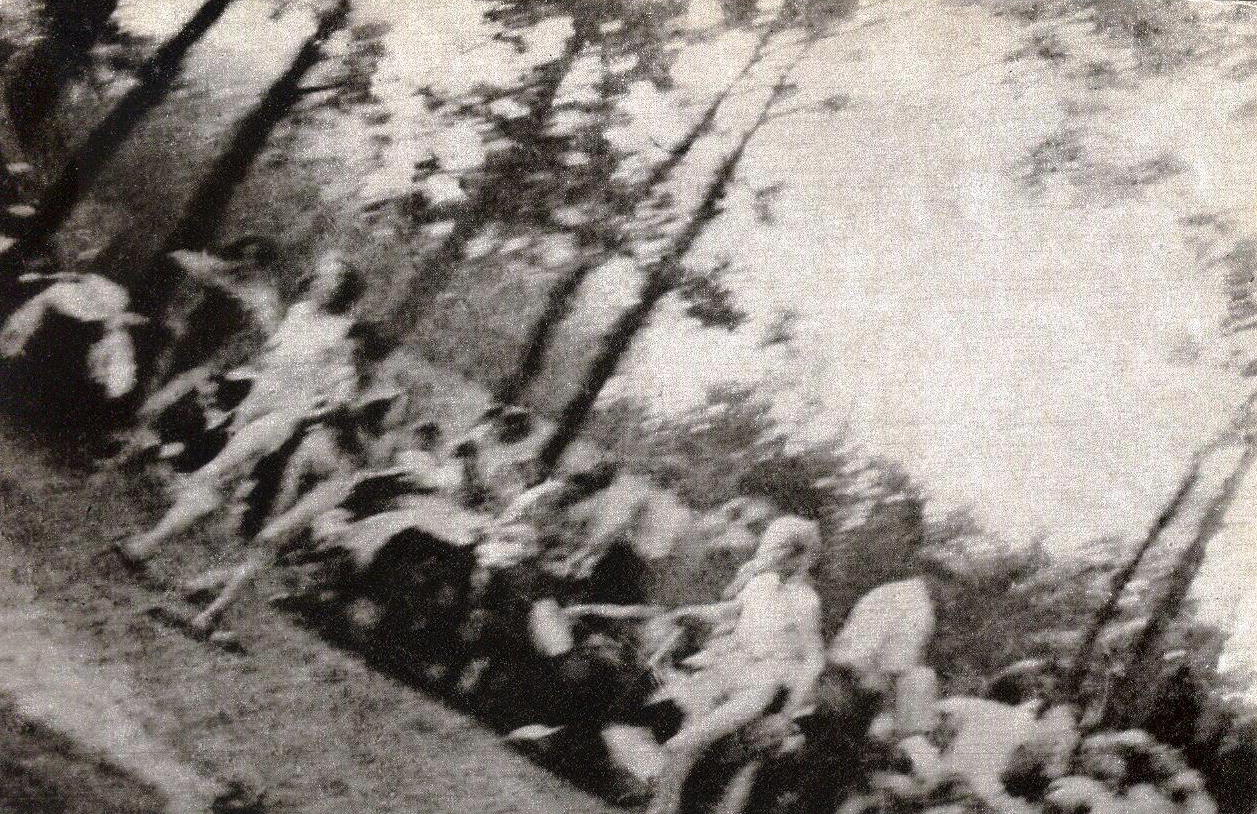
Núm. 282, retallada i retocada

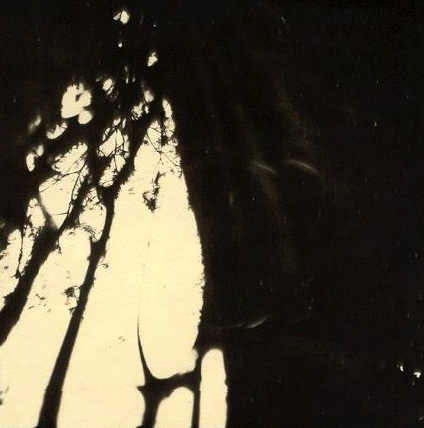
Núm. 283, arbres prop de la cambra de gas, presa poc després de la núm. 282. El fotògraf, disparant des del maluc, va apuntar la càmera massa amunt

Les Fotografies del Sonderkommando són quatre fotografies borroses preses en secret l'agost de 1944 dins del camp de concentració d'Auschwitz a la Polònia ocupada pels alemanys. Juntament amb algunes fotografies de l'Àlbum d'Auschwitz, són les úniques que es coneixen d'esdeveniments al voltant de les cambres de gas.
Les imatges van ser preses entre 15 i 30 minuts de diferència, entre una i l'altra, per un reclús d'Auschwitz-Birkenau, el camp d'extermini dins del complex d'Auschwitz. Generalment anomenat només com a Alex, un pres jueu de Grècia, el fotògraf va ser membre del Sonderkommando, presos obligats a treballar dins i al voltant de les cambres de gas. Diverses fonts el van identificar com a Alberto Errera, un militar grec. Va fer dues fotografies des de dins d'una de les cambres de gas i dues des de fora, disparant des del maluc, sense poder apuntar la càmera amb precisió. La Resistència polonesa va treure de contraban la pel·lícula del campament en un tub de pasta de dents.
Les fotografies van ser numerades del 280 al 283 pel Museu Estatal d'Auschwitz-Birkenau. Les número 280 i 281 mostren la cremació de cadàvers en una fossa, disparades a través del marc negre de la porta o finestra de la cambra de gas. La número 282 mostra un grup de dones nues just abans d'entrar a la cambra de gas. La número 283 és una imatge d'arbres, fruit de d'haver apuntat l'objectiu massa alt.
El 2014, Gerhard Richter va transferir les fotografies a quatre llenços -un per a cada foto- i les va pintar per crear el seu cicle de pintures titulat Birkenau.

## Sonderkommando
El Sonderkommando (en català, «unitat especial») d'Auschwitz estava format principalment per reclusos jueus, i en un moment donat per alguns presoners de guerra soviètics, que es van veure obligats a treballar als crematoris. Els crematoris contenien l'Entkleidungskammer («cambres de desvestiment»), cambres de gas i forns. A l'estiu de 1944, el campament tenia fins a 1.000 Sonderkommando treballant en quatre crematoris (núms. II-V), i un búnquer amb cambres de gas addicionals, allotjats en un edifici de maó amb sostre de palla conegut com la «petita casa blanca».
Després que els presos fossin seleccionats com a no aptes per treballar per les SS, el Sonderkommando normalment els portava a la sala de despulles i, després, a la cambra de gas, dient-los que els portaven a la sala de bany i desinfecció. Per evitar el pànic, els reclusos rebien un ganxo numerat per a les seves pertinences al vestidor per fer-los creure que tornarien.
Després, el Sonderkommando treien els cossos fora de la cambra de gas, extirpaven empastaments d'or, dents postises, cabells, joies i ulleres, i dipositaven els cadàvers, primer en fosses comunes, i més tard en forns i fogueres. Després netejaven la cambra de gas per a les properes arribades.

## Presa de les fotografies
El fotògraf se l'anomena usualment com a Alex, un intern jueu de Grècia. Diverses fonts l'han identificat com a Alberto Errera, un militar grec que va ser assassinat a trets després de colpejar un oficial de les SS. El nom en clau d'Errera era Alekos Alexandridis. Altres membres del Sonderkommando al crematori V del camp —Alter Fajnzylberg (també conegut com a Stanisław Jankowski), els germans Shlomo i Josel Dragon i David Szmulewski—van ajudar a obtenir i ocultar la càmera i van fer de vigilants. Fajnzylberg, que havia treballat al crematori V des del juliol de 1943, va descriure com es van fer les fotografies:
| « | El dia en què es van fer les fotos... vam assignar tasques. Alguns de nosaltres havíem de vigilar la persona que feia les fotos. És a dir, havíem de vigilar acuradament l'aproximació de qui no coneixia el secret i, sobretot, de qualsevol SS que es mogués per la zona. Per fi va arribar el moment. Tots ens vam reunir a l'entrada de ponent que portava des de l'exterior a la cambra de gas del Crematori V: no vam poder veure cap SS a la torre de vigilància que donava a la porta des del filat de pues, ni prop del lloc on s'havien de fer les fotografies. L'Alex, el jueu grec, va treure ràpidament la seva càmera, la va apuntar cap a un munt de cossos en flames i va prémer l'obturador. És per això que la fotografia mostra presoners del Sonderkommando treballant al munt. Un de les SS estava al seu costat, però tenia l'esquena cap a l'edifici del crematori. Una altra fotografia es va fer des de l'altre costat de l'edifici, on dones i homes es despullaven entre els arbres. Eren d'un transport que havia de ser assassinat a la cambra de gas del crematori V. | » |

Fajnzylberg va recordar que la càmera s'asemblava auna Leica alemanya. Szmulewski l'havia amagat en una galleda i es va quedar al terrat del crematori com a guaita mentre l'Alex rodava la pel·lícula. Fajnzylberg va destacar que, tot i que l'Alex havia premut el botó de la càmara, els cinc homes havien estat presents i havien actuat junts. Segons Szmulewski, parlant l'any 1987 amb Jean-Claude Pressac, les quatre fotografies es van fer en marge de 15 a 30 minuts de diferència. Però segons el director Christophe Cognet, les ombres més curtes dels deportats al bosc de bedolls, situat al sud-est del lloc de la presa, i la llum d'agost indiquen que les fotos 283 i 282 s'han fet entre les 10 i les 11.30 hores. La direcció de les ombres de les fotos 280 i 281 de les fosses d'incineració, fetes a l'oest-sud-oest del lloc de la presa, i la llum d'agost, indiquen que aquestes fotos s'han fet entre les 15 i les 16 hores. Això suggereix que es tracta del mateix transport fotografiat abans i després del mateix gasejat. Tenint en compte la posició dels arbres de la foto 282 en comparació amb les fotos aèries, i tenint en compte el testimoni d'Alter Fajnzylberg, que informa que aquesta foto, així com la foto 283, van ser fetes des de l'interior, l'historiador Igor Bartosik va plantejar la hipòtesi que aquestes fotos es van fer per l'obertura de l'abocament del Zyklon B a la cambra de gas, situada a una alçada de 2 metres, donada la gran mida d'Errera.
El marc negre de la finestra de la cambra de gas, o probablement la porta, és visible a les fotografies 280 i 281. A la fotografia 281 s'aprecia a l'esquerra un fragment de la fotografia 282, la qual cosa significa que l'ordre en què es van fer les imatges contradiu la numeració del Museu Estatal: les imatges de despullament als bedolls precedeixen les imatges de les fosses de cremació.
La pel·lícula va ser portada de contraban fora del camp pel subterrani polonès, amagada dins d'un tub de pasta de dents per Helena Dantón, que treballava a la cantina de les SS. A la pel·lícula es va adjuntar una nota datada el 4 de setembre de 1944 i signada «Stakło», escrita pels presos polítics Józef Cyrankiewicz i Stanisław Kłodziński. Va demanar que les fotografies fossin enviades a "Tell", Teresa Łasocka-Estreicher del metro de Cracòvia:
| « | Urgent. Envieu dos rotlles metàl·lics de pel·lícula de 6x9 el més ràpid possible. Tingueu possibilitat de fer fotos. Us envio fotos de Birkenau que mostren presoners enviats a cambres de gas. Una foto mostra una de les pires en què es van cremar cossos quan els crematoris no van aconseguir cremar tots els cossos. Els cossos en primer pla esperen ser llançats al foc. Una altra imatge mostra un dels llocs del bosc on la gent es despulla abans de "dutxar-se" —segons els van dir— i després van a les cambres de gas. Envieu el rodet de pel·lícula tan ràpid com pugueu. Envieu les fotos adjuntes a Tell; creiem que es poden enviar més ampliacions de les fotos. | » |

## Originals
Quan les fotografies van ser distribuïdes per primera vegada per la Resistència polonesa, es van retallar per centrar-se en les figures, eliminant els marcs negres de les dues imatges de foguera. La historiadora de la fotografia Janina Struk escriu que Teresa Łasocka-Estreicher («Tell» a la nota del camp) va demanar al fotògraf polonès Stanisław Mucha per fer estampes, i se suposa que va ser «» qui va decidir retallar-les.
Algunes de les imatges retallades es van publicar el 1945, atribuïdes al membre del Sonderkommando David Szmulewski, en un informe sobre Auschwitz-Birkenau de Jan Sehn, un jutge polonès. Una es va exposar a Auschwitz el 1947 i d'altres es van publicar el 1958 a Varsòvia en un llibre de Stanisław Wrzos-Glinka, Tadeusz Mazur i Jerzy Tomaszewski, 1939–1945: Cierpienie i walka narodu polskiego (publicat en anglès com a 1939-1945: We Have Not Forgotten). Algunes de les figures havien estat retocades per fer-les més clares.
Struk escriu que, el 1960, Władyslaw Pytlik del moviment de resistència a Brzeszcze va oferir un testimoni de les seves experiències de guerra al Museu Estatal d'Auschwitz-Birkenau i va portar tres impressions retallades de les fotografies. Va ser només l'any 1985, després que Pytlik morís i la seva dona donés les seves fotografies al museu, incloses les versions sense retallar, que el museu es va adonar que les impressions que havien vist abans havien estat retallades.
Els comentaristes han argumentat que el retall ofereix una visió distorsionada dels esdeveniments, donant la impressió que el fotògraf va poder utilitzar la seva càmera obertament. De fet, ell i la resta del grup es van posar en gran perill fent les preses; en dues d'elles, la 282 i la 283, és evident que ni tan sols era capaç de mirar per la lent. L'historiador de l'art Georges Didi-Huberman argumenta que el retall fa que les fotografies semblin segures i esborra l'acte de resistència i la fenomenologia de les imatges, el procés que "les va convertir en un esdeveniment":
| « | La massa de negre que envolta la vista dels cadàvers i les fosses, aquesta massa on no es veu res dona en realitat una marca visual tan valuosa com tota la resta de la superfície exposada. Aquella massa on no es veu res és l'espai de la cambra de gas: la cambra fosca a la qual calia retirar-se, retrocedir, per donar llum a l'obra del Sonderkommando a l'exterior, per sobre de les pires. Aquella massa de negre ens dona la situació mateixa, l'espai de possibilitat, la condició d'existència de les mateixes fotografies. | » |

## En la cultura popular
Les fotografies es van fer referència a la pel·lícula hongaresa de 2025 El fill de Saül i es van analitzar al documental francès de 2021 From Where They Stood.